# Ågård
Ågård är en bebyggelse nordväst om Kungälv i Kungälvs kommun i Västra Götalands län. Vid SCB:s ortsavgränsning 2020 klassades bebyggelsen som en småort.